# ダニエル・カッティーノ
ダニエル・カッティーノ（Danielle Cuttino、1996年6月22日 - ）は、アメリカ合衆国の女子バレーボール選手である。アメリカ合衆国代表。

## 来歴

### クラブチーム
インディアナポリス出身。Ben Davis高校を卒業後、パデュー大学へ進学。2014年から2017年のNCAA女子バレーボール選手権に出場した。2018/19シーズンはイタリアセリエAのカザルマッジョーレへ入団し、2年間プレーした。2020/21シーズンからはブラジルスーパーリーガのミナスと契約し、リーグ2連覇に貢献した。2021年にトルコで開催された世界クラブ選手権では4位となった。2022年8月、日本のV.LEAGUE DIVISION1 WOMENのトヨタ車体クインシーズへ入団した。2022-23シーズン、V1女子で得点王とベスト6を受賞した。
2023年4月27日、2022-23シーズン終了をもってトヨタ車体クインシーズを退団すると発表された。2023/24シーズンはトルコリーグのガラタサライと契約した。
2024年、リーグ・ワン・バレーボールとの契約が発表された。

### 代表チーム
2013年、アンダーカテゴリーの代表としてU-18世界選手権に出場し、銀メダルを獲得した。2019年、シニアのアメリカ代表に初選出される。同年のパンアメリカンカップに出場し、金メダルを獲得した。2021年、北中米選手権に出場した。2022年、ネーションズリーグに出場した。2022年、世界選手権に出場し4位となった。

## 球歴
- 世界選手権 - 2022年
- ネーションズリーグ - 2022年、2023年
- 北中米選手権 - 2021年

## 受賞歴
- 2023年 - 2022-23 V.LEAGUE DIVISION1 WOMEN 得点王、ベスト6

## 所属クラブ
- パデュー大学
- カザルマッジョーレ（2018-2020年）
- ミナス（2020-2022年）
- トヨタ車体クインシーズ（2022-2023年）
- ガラタサライ（2023-2024年）
- LOVBアトランタ（2024年-）